# همدوستی اتمی
در فیزیک، همدوستی اتمی ناشی از همدوسی بین سطوح سامانه اتمی چند-سطحی که گاهی اوقات هنگام تعامل با یک میدان الکترومغناطیسی همدوست مشاهده می‌شود، است.
همدوستی اتمی در تحقیقات در مورد چندین اثر، از جمله شفافیت القایی به صورت الکترومغناطیسی (EIT)، لیزرتابی بدون وارونگی (LWI)، پراکنش افزایش یافته بدون جذب، عبور بی‌دررو رامان تحریک‌شده (STIRAP) و برهم‌کنش نوری غیرخطی با بازده افزایش یافته بایسته‌است. همدوستی اتمی برای تولید لیزر ابرتابشی که دارای پهنای‌خط بسیار باریک است مفید است.